# Lapin d'Audubon
Sylvilagus audubonii
Espèce
Statut de conservation UICN

 LC  : Préoccupation mineure

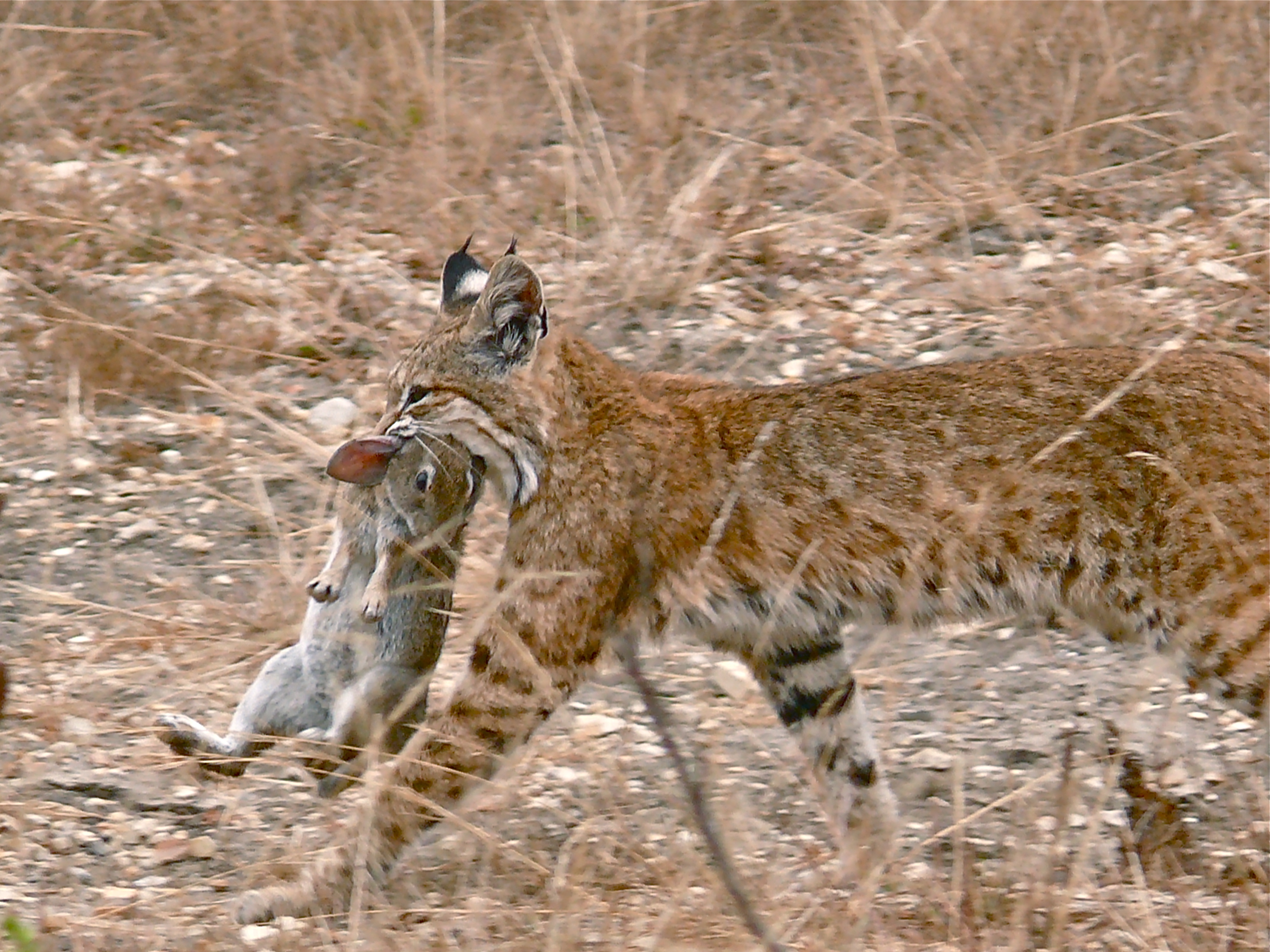
Lynx roux au transportant sa proie, un lapin d'Audubon (Sylvilagus audubonii).

Le Lapin d'Audubon  (Sylvilagus audubonii) est une espèce de lapin. C’est un mammifère de la famille des Leporidae qui vit dans les zones plutôt arides du sud-ouest de l'Amérique du Nord.

## Morphologie
Ce lapin de 35 à 45 cm de long a une fourrure de couleur chamois, avec le ventre et la queue blanche, et une tache rousse sur la nuque.

## Comportement
Contrairement aux autres léporidés, il aime se reposer dans des arbres bas ou rampants où il grimpe. À défaut, il se reposera dans un terrier abandonné par une autre espèce.

### Alimentation
Herbivore, il se nourrit d'herbes, de mesquite et de cactus.

## Aire de répartition et habitat
On le trouve dans les prairies semi-arides et les steppes, dans les broussailles de créosotier ou dans les déserts.
Son aire de répartition va du sud des États-Unis au Mexique.

## Taxinomie

### Sous-espèces
Selon le site ITIS, il existe plusieurs sous-espèces de Cottontail du désert :
- Sylvilagus audubonii arizonae (Mearns, 1896)
- Sylvilagus audubonii audubonii (Baird, 1858)
- Sylvilagus audubonii baileyi (Merriam, 1897)
- Sylvilagus audubonii confinis (Allen J., 1898)
- Sylvilagus audubonii goldmani (Nelson, 1904)
- Sylvilagus audubonii minor (Mearns, 1896)
- Sylvilagus audubonii warreni (Nelson, 1907)